# Шпигель, Эван
Э́ван Томас Шпи́гель (англ. Evan Thomas Spiegel; 4 июня 1990, Лос-Анджелес) — американский предприниматель, миллиардер, сооснователь и CEO мессенджера Snapchat и компании Snap Inc. На июнь 2021 года занимает 185-е место в мировом списке Forbes с состоянием $12,2 млрд.Сейчас состояние миллиардера оценивается в $2,8 млрд (сентябрь 2022 г.).

## Семья
Родился в семье адвокатов Джона и Мелиссы Шпигель, окончивших Йельский и Гарвардский университеты соответственно. Эван старший ребёнок: помимо него у пары есть две дочери — Лорен и Каролина. Семья проживала в престижном районе Лос-Анджелеса Пасифик-Палисейдс. Вместе с родителями занимался благотворительностью, регулярно помогая бедным. Учился в средней школе Кроссроадс в Санта-Монике. В 2007 родители Шпигеля развелись после 20 лет совместной жизни.

## Биография
В 2008 году поступил на промышленный дизайн в Стэнфордский университет, в котором его отец до Йеля изучал экономику. На втором курсе переехал в общежитие, где его соседом был Бобби Мёрфи, изучавший вычислительную математику. Во время учёбы проходил практику по маркетингу в Red Bull, работал стажёром в компании, которая занималась биомедициной, затем на какое-то время отправился в ЮАР преподавать студентам менеджмент. Позже заинтересовался компьютерными технологиями.
Вместе с Мёрфи и Реджи Брауном в 2011 году во время учёбы в Стэнфорде создал приложение Snapchat, которое изначально называлось Picaboo.
В 2012 не сдал несколько итоговых зачётов, из-за чего не смог окончить обучение. Но университет позволил ему участвовать в церемонии вручения дипломов с условием, что он позже сдаст экзамены. Шпигель своё обещание в итоге не выполнил.
Член студенческого братства Каппа Сигма.

## Личная жизнь
С 27 мая 2017 года женат на австралийской модели Миранде Керр, с которой познакомился в 2014 году на ужине Louis Vuitton. 7 мая 2018 года у Миранды и Эвана родился сын Харт, которого назвали в честь дедушки Эвана. 7 октября 2019 года Миранда подарила Эвану сына Майлза. 27 февраля 2024 года у Миранды и Эвана родился сын Пьер Керр Шпигель.